# Поберсхау
Поберсхау (нем. Pobershau) — бывшая коммуна в немецкой федеральной земле Саксония. С 1 января 2012 года входит в состав города Мариенберг.
Подчиняется административному округу Кемниц и входит в состав района Рудные Горы. На 1 января 2016 года население Поберсхау составляло 1668 человек. Занимает площадь 5,41 км². Официальный код  —  14 1 81 300.
Коммуна подразделялась на 3 сельских округа.

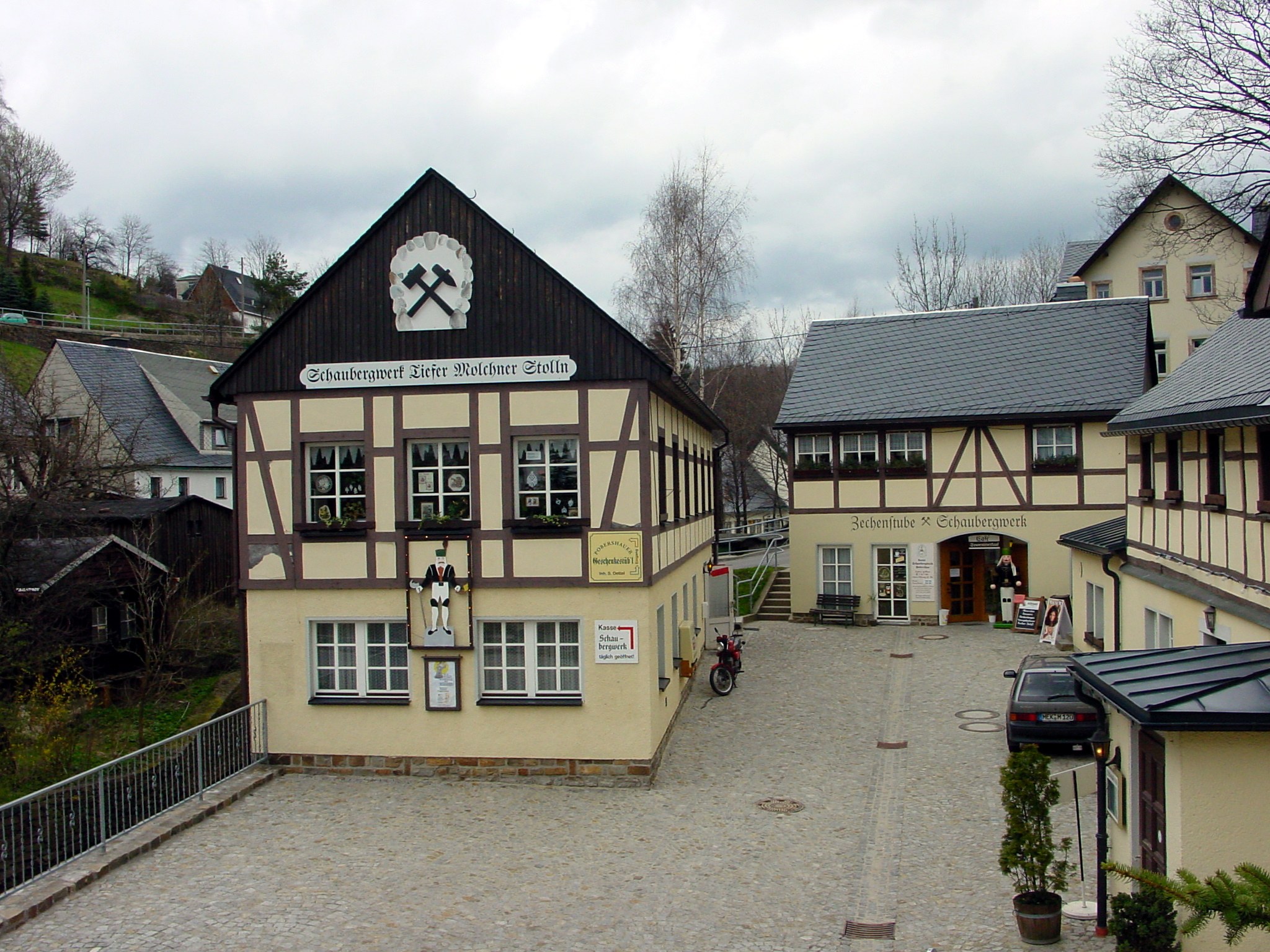
Поберсхау